# 梁家鄉
梁家鄉，是四川省鄰水縣曾经下辖的一个乡。

## 沿革[1]
- 民國29年(1940年)3月1日，梁家鄉和板橋鄉合併為梁板鄉。
- 1953年8月，由梁板鄉划出5個村，復建梁家鄉(又名文星鄉)人民政府。1956年1月，梁家鄉仍併入梁板鄉，梁家鄉人民政府撤銷。